# Графенау (Доњи Бајерн)
Графенау (њем. Grafenau) град је у њемачкој савезној држави Баварска. Једно је од 25 општинских средишта округа Фрејунг-Графенау. Према процјени из 2010. у граду је живјело 8.673 становника. Посједује регионалну шифру (AGS) 9272120.

## Географски и демографски подаци
Графенау се налази у савезној држави Баварска у округу Фрејунг-Графенау. Град се налази на надморској висини од 609 метара. Површина општине износи 63,8 km². У самом граду је, према процјени из 2010. године, живјело 8.673 становника. Просјечна густина становништва износи 136 становника/km².

## Међународна сарадња
| Мјесто  | Држава   | Врста сарадње | Од    |
| ------- | -------- | ------------- | ----- |
|         | Чешка    | партнерство   | 1991. |
| Шердинг | Аустрија | партнерство   | 1976. |
| Извор   |          |               |       |